# Garraitz
Garraitz är en ö i Spanien.   Den ligger i regionen Baskien, i den norra delen av landet, 300 km norr om huvudstaden Madrid.
Terrängen på Garraitz är mycket platt. Öns högsta punkt är 27 meter över havet. 